# Auferstanden aus Ruinen

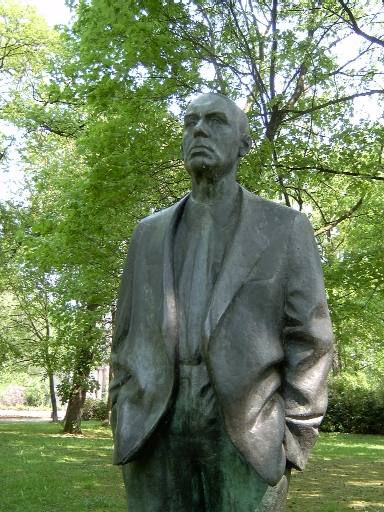
Bronze „Johannes R. Becher“ von Fritz Cremer im Bürgerpark Berlin-Pankow (Ausschnitt)

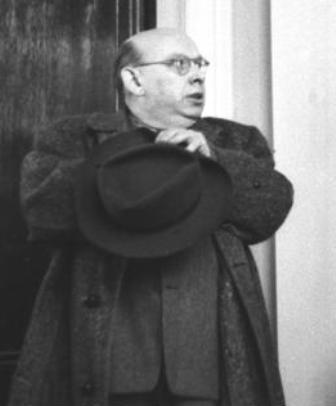
Eisler bei der Sitzung des vorbereitenden Ausschusses der Deutschen Akademie der Künste am 21. März 1950

Das Lied Auferstanden aus Ruinen war die Nationalhymne der Deutschen Demokratischen Republik (DDR). Im Auftrag des Politbüros der Sozialistischen Einheitspartei Deutschlands (SED) und des Präsidenten der DDR, Wilhelm Pieck, schuf im Herbst 1949 Johannes R. Becher den Text und Hanns Eisler komponierte die Melodie. Anfangs noch als deutsche Nationalhymne aufgefasst, wurde das Lied später faktisch zur Nationalhymne der DDR. Von Anfang der 1970er Jahre bis Januar 1990 erklang die Nationalhymne bei offiziellen Anlässen nur in der Instrumentalfassung.

## Text
Der Text entstand vermutlich im Oktober 1949. Für gelegentlich geäußerte Vermutungen, Becher habe dabei auf frühere Dichtungen aus seiner Moskauer Exilzeit zurückgegriffen, finden sich weder in seinem Nachlass noch in den Äußerungen Bechers Belege.
Becher lag daran, eine volksliedhafte „Friedenshymne“ zu dichten, die „von allen Schichten unseres Volkes […] mit leidenschaftlicher Anteilnahme gesungen [werden konnte und] auch die deutschen Menschen, die im Westen wohnen“ ansprechen sollte. Deswegen wandte er sich gegen Vorschläge und Kritik, die Hymne sei nicht kämpferisch genug.

### Amtliche Fassung
Im Folgenden wird die vom Deutschen Zentralverlag und später vom C. F. Peters Musikverlag gedruckte amtliche Fassung wiedergegeben:
| 1. Strophe Auferstanden aus Ruinen und der Zukunft zugewandt, laß uns dir zum Guten dienen, Deutschland, einig Vaterland. Alte Not gilt es zu zwingen, und wir zwingen sie vereint, denn es muß uns doch gelingen, daß die Sonne schön wie nie über Deutschland scheint.                               |
| 2. Strophe Glück und Friede sei beschieden Deutschland, unserm Vaterland. Alle Welt sehnt sich nach Frieden, reicht den Völkern eure Hand. Wenn wir brüderlich uns einen, schlagen wir des Volkes Feind. Laßt das Licht des Friedens scheinen, daß nie eine Mutter mehr ihren Sohn beweint.            |
| 3. Strophe Laßt uns pflügen, laßt uns bauen, lernt und schafft wie nie zuvor, und der eignen Kraft vertrauend, steigt ein frei Geschlecht empor. Deutsche Jugend, bestes Streben unsres Volks in dir vereint, wirst du Deutschlands neues Leben. Und die Sonne schön wie nie über Deutschland scheint. |

### Textvarianten

#### Frühe Abweichungen
Zum ersten Mal wurde der Text der Hymne am 6. November 1949 im Neuen Deutschland zusammen mit einem Faksimile von Eislers Notenhandschrift gedruckt. Bereits in ebendieser Ausgabe sind allerdings Textvarianten erkennbar. So heißt es im Erstdruck in Vers 7 der ersten Strophe:
„und es wird uns doch gelingen“
und in Vers 4 der dritten Strophe:
„steigt ein neu Geschlecht empor“.
Das unmittelbar darunter gedruckte Faksimile von Eislers Handschrift der ersten Strophe (von Hanns Eisler) gibt als Vers 7 an:
„denn es muß, es muß gelingen“.
Als Titel war angegeben:
„Deutsche Nationalhymne“.
Am 8. November 1949 erschien der Text auch in der Berliner Zeitung und in der Neuen Zeit, hier mit zwei Veränderungen. Vers 7 der ersten Strophe lautete nun:
„denn es wird uns doch gelingen“ (Berliner Zeitung),
„denn es muß uns doch gelingen“ (Neue Zeit sowie die Fassung mit Noten in der Berliner Zeitung).
Der vierte Vers der dritten Strophe lautete nunmehr:
„steigt ein frei Geschlecht empor“.
Auch später blieben an diesen Stellen (1. Strophe Vers 7 und 3. Strophe Vers 4) Unsicherheiten bestehen; die beiden Textvarianten kommen immer wieder einmal vor, so etwa „wird uns doch gelingen“ im Liederbuch Leben Singen Kämpfen. Liederbuch der deutschen Jugend.

#### „Deutschland, heilig Vaterland“
Auf einem autographen Notenblatt von Hanns Eisler, datiert vom 7. November 1949, finden sich zwei Textabweichungen. Es ist unklar, ob diese auf Eisler oder auf Becher selbst zurückgehen. Das Autograph ist in der Dauerausstellung des Deutschen Historischen Museums in Berlin zu sehen. Dort lautet der Text der ersten Strophe:
„Auferstanden aus Ruinen

und der Zukunft zugewandt.

Laß uns Dir zum Guten dienen

Deutschland heilig Vaterland.

Alte Not gilt es zu zwingen

und wir schlagen sie vereint,

denn es muß uns doch gelingen,

daß die Sonne schön wie nie

über Deutschland scheint.“

### Auferstanden aus Ruinen und das Deutschlandlied
Der Text der Hymne folgt in den ersten acht der neun Verse jeder Strophe dem Versmaß des Liedes der Deutschen (Hoffmann von Fallersleben), welches auf die Melodie der alten österreichischen Kaiserhymne von Joseph Haydn getextet wurde. Die ersten acht Verse von Auferstanden aus Ruinen können also auf die Melodie des Deutschlandliedes gesungen werden, genauso wie die acht Verse jeder Strophe des Deutschlandliedes (ohne die Wiederholung der beiden letzten Verse) auf die ersten acht Verse der Eisler-Melodie gesungen werden können – was allerdings keinen befriedigenden Abschluss ergibt.

## Musik
Die Musik der Nationalhymne komponierte Hanns Eisler innerhalb weniger Tage zwischen Ende Oktober und Anfang November 1949. Eisler wollte seiner Musik einen „wirklich humanistischen Ausdruck“ geben: „Es kann nichts ‚Zackiges‘, nichts Militärisches in dieser bedeutungsvollen Melodie sein, sondern es muß ein sehr würdiger und sehr menschlicher Ton gefunden werden.“ Das spiegelt sich auch in der Tempobezeichnung wider, die über dem Faksimile des Autographs in der Erstveröffentlichung steht: „Mäßig“, dahinter in Klammern eine Viertelnote, d. h., es sollen beim Dirigieren Viertel geschlagen werden.
Während die Tonart der Hymne in der Erstveröffentlichung im Neuen Deutschland vom 6. November 1949 (Faksimile eines Autographs Eislers mit Melodie und dem Text der ersten Strophe) Es-Dur ist, steht die Fassung des vom 7. November 1949 datierten Autographs (ebenfalls mit Melodie und Text der ersten Strophe), das in der Dauerausstellung des Deutschen Historischen Museums in Berlin zu sehen ist, in F-Dur. Zudem weicht die Melodie in der Erstveröffentlichung an einer Stelle geringfügig von der bekannten Fassung ab.
Bereits kurz nach der Erstaufführung der Hymne wurde in westdeutschen Zeitungen ein Plagiatsvorwurf erhoben, der bis in die 1990er Jahre gelegentlich kolportiert wurde. Eisler solle die ersten Intervalle der Hymne dem Schlager Goodbye Johnny von Peter Kreuder aus dem Hans-Albers-Film Wasser für Canitoga aus dem Jahr 1939 entnommen haben. Kreuders Schlager hat tatsächlich dieselben ersten acht Töne, jedoch trifft das ebenso für andere Kompositionen wie das Lied Freudvoll und leidvoll aus Ludwig van Beethovens Musik zu Goethes Trauerspiel Egmont zu.

„Tatsächlich gleichen sich die ersten Intervalle beider Melodien, es ähneln sich auch die stufenweise höhersteigenden Baßschritte am Beginn der ersten Phrase und der damit verbundene Sequenzaufbau der Melodie. Übersehen wurde allerdings, daß Eisler nicht auf eine Erfindung von Peter Kreuder angewiesen war, sondern – wenn er sich denn überhaupt irgendwo bewußt angelehnt haben sollte – auf das gleiche Modell aus seinem Lied ‚Der Kirschdieb‘ oder aus der ersten Pascal-Vertonung zurückgreifen konnte, die schon in den USA entstanden waren.“

Während dieser Auseinandersetzung, die 1958 einen Höhepunkt in einem Zeitungsartikel der Welt am Sonntag hatte, wurde Eisler als „musikalischer Propagandachef Pankows“ bezeichnet, die Hymne selbst wurde als „Gullyrutscher-Hymne“ und als „Eislerpampe“ bezeichnet. Wovon Eisler sich tatsächlich inspirieren ließ, ist nicht mehr feststellbar, da er sich selbst nicht dazu geäußert hat. Das Anliegen des Rechtsvertreters Kreuders, dem Plagiatsvorwurf nachzugehen, verfolgte die angeschriebene österreichische Gesellschaft der Autoren, Komponisten und Musikverleger nicht weiter. Von Kreuder selbst gibt es keine Aussagen zu diesem Sachverhalt. Dass die Aufführung von Kreuders Schlager in der DDR dazu geführt habe, dass sich die Anwesenden erhoben, da sie glaubten, die Nationalhymne werde gespielt, bezeichnet die Historikerin Heike Amos als Gerücht, das in der westdeutschen Presse in unterschiedlichen Varianten aufgetaucht sei.

## Geschichte

### Entstehung der Hymne
Bereits vor der Gründung der DDR am 7. Oktober 1949 gab es Überlegungen zu einer Nationalhymne für den zu gründenden Staat. So beauftragte das Politbüro des Zentralkomitees der SED am 13. September 1949 Anton Ackermann, mit Johannes R. Becher und Hanns Eisler über die Schaffung einer Nationalhymne zu sprechen. Wann dies geschah, ist jedoch nicht belegt. Am 10. Oktober äußerte Wilhelm Pieck in einem Brief an Becher inhaltliche Vorschläge für die drei Strophen, die die Hymne seiner Meinung nach haben sollte.

Zwei Tage später, am 12. Oktober 1949, sandte Becher eine erste Version des Textes an Ottmar Gerster mit der Bitte um Vertonung. Diese Version mit noch vier Strophen ähnelte der späteren Hymne in Form und Inhalt bereits sehr, jedoch überarbeitete Becher den Text in den nächsten Wochen mehrfach. Er sandte Gerster eine korrigierte Fassung zu, und es wurde der 4. November als Termin für ein Vorspiel in Berlin ausgemacht. Ende Oktober 1949 traf Becher in Warschau mit Eisler zusammen, der zu den Feierlichkeiten anlässlich des 200. Geburtstags Goethes aus Wien angereist war. 

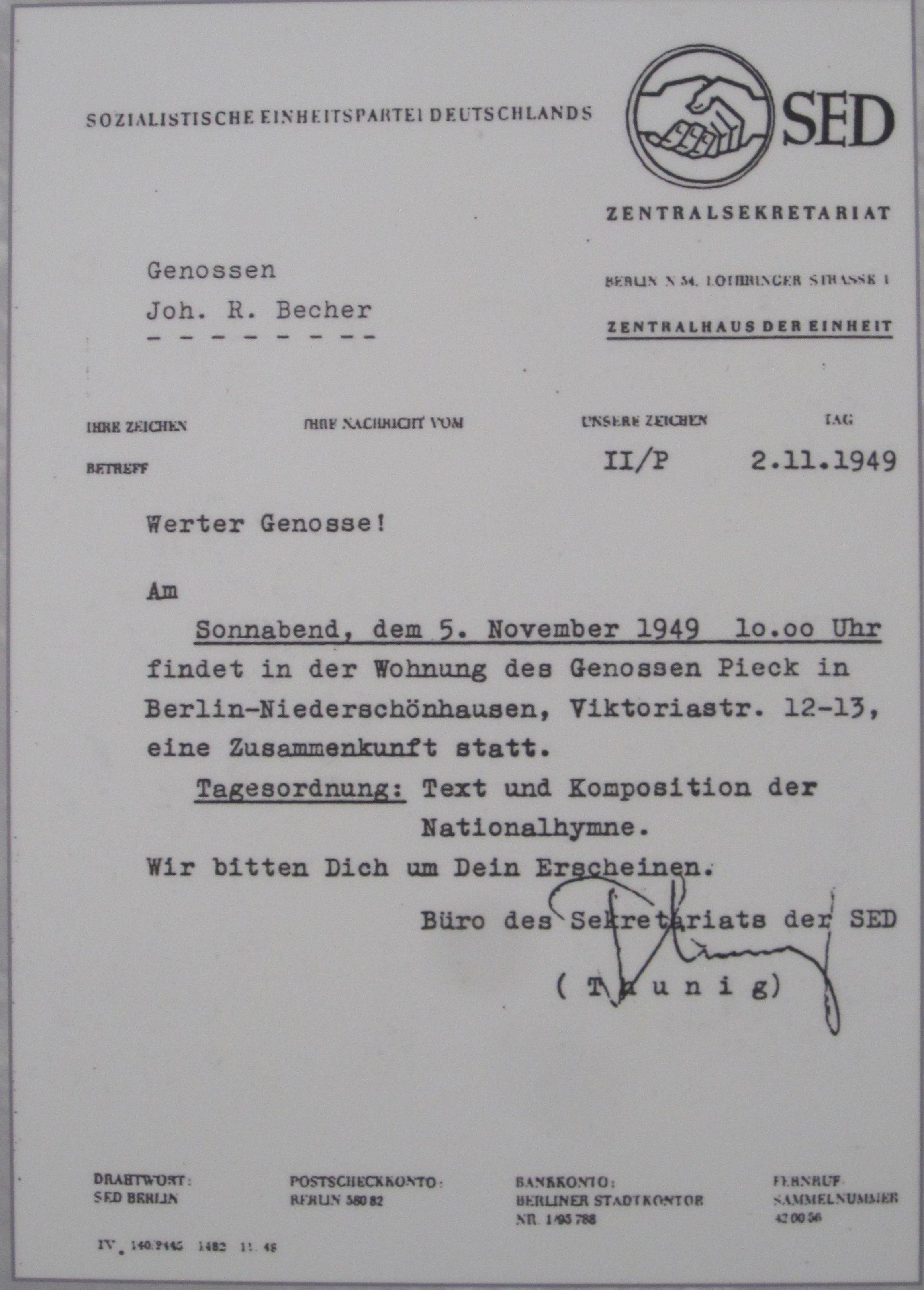
Einladung an Johannes R. Becher zur Festlegung von Text und Melodie

Er bat Eisler um eine Vertonung des Textes und erwähnte, dass er diesen auch bereits anderen Komponisten gegeben habe. Am Nachmittag desselben Tages fuhren sie gemeinsam nach Żelazowa Wola 50 km westlich von Warschau zum Geburtshaus von Frédéric Chopin, wo Eisler ihm bereits eine erste Version vorspielte.

„Ich hatte inzwischen eine Melodie gefunden, und auf dem alten Flügel von Chopin spielte ich sie ihm vor. Er war sehr erstaunt, daß das so rasch ging und sagte: ‚Das müssen wir uns aber noch in Berlin überlegen! […] Solche Sachen kann man nur sehr rasch machen oder gar nicht.‘“

Am 4. November fand das vereinbarte Vorspiel im „Club der Kulturschaffenden“ in der Jägerstraße in Berlin-Mitte unter Anwesenheit hoher Kulturbund-Funktionäre statt. Beide Versionen wurden vom jeweiligen Komponisten vorgespielt und von einem improvisierten Chor gesungen. Die Entscheidung für die Melodie Eislers fiel erst am folgenden Vormittag auf einer außerordentlichen Politbüro-Sitzung in Piecks Wohnung nach einem erneuten Vortrag beider Versionen, diesmal von Opernsängern. Noch am Nachmittag des 5. November beschloss auch der Ministerrat der DDR, die Bechersche Hymne mit der Melodie von Eisler zur „Deutschen Nationalhymne“ zu erheben. Am 8. Februar 1950 bestimmte auch die Provisorische Volkskammer unter Anwesenheit von Becher und Eisler die Hymne „Auferstanden aus Ruinen“ zur Nationalhymne der DDR.

### Popularisierung der Nationalhymne
Am 6. November 1949 erschienen zusammen mit der Meldung über den Ministerratsbeschluss Text und Melodie der Hymne im Neuen Deutschland. Am folgenden Tag wurde die neue Nationalhymne auf dem Staatsakt anlässlich des 32. Jahrestages der Oktoberrevolution in der Staatsoper, die im Admiralspalast residierte, zum ersten Mal öffentlich aufgeführt. In den folgenden Monaten wurden große Anstrengungen unternommen, die Nationalhymne bekannt zu machen: Sie sollte bei allen offiziellen Anlässen gespielt werden, alle Schulkinder sollten die Hymne lernen, es gab Veranstaltungen in Schulen und Betrieben. Seit dem 14. November spielten alle Radiosender der DDR zum Programmbeginn und -ende die Nationalhymne. Spruchbänder mit Textzeilen aus der Hymne erschienen in der Öffentlichkeit. Die „Deutsche Nationalhymne“, wie sie in Veröffentlichungen dieser Zeit häufig genannt wurde, wurde binnen kurzer Zeit einem Großteil der Bevölkerung bekannt, bereits bis Ende 1949 beherrschten die Schüler in der DDR Text und Melodie. Die Historikerin Heike Amos schlussfolgert in ihrer Untersuchung, dass „große Teile der Bevölkerung, insbesondere die Jugend, der neuen Hymne positiv gegenüberstanden und sie annahmen“.
In den 1950er und 1960er Jahren gehörte die Nationalhymne in der DDR zum Alltag. Neben Aufführungen bei offiziellen Anlässen wurden einzelne Verse der Hymne häufig in Reden zitiert. Zeitungen und der Rundfunk trugen weiter zur Verbreitung bei. Die Nationalhymne war in die Lehrpläne des Musik- und Deutschunterrichts an den Schulen ab der 5. Klasse integriert. Ab 1961 begann man bereits in der 1. Klasse mit der Vermittlung der Nationalhymne. Schließlich war das Singen aller drei Strophen der Nationalhymne fester Bestandteil der Jugendweihefeiern, die die SED ab Mitte der 1950er-Jahre als Konkurrenz zur Konfirmation forcierte.

### „Deutschland, einig Vaterland“: Zwanzig Jahre eine Hymne ohne Text
Nachdem die DDR gegen Ende der 1960er-Jahre ihren gesamtdeutschen Anspruch und damit das Ziel der Wiedervereinigung Deutschlands aufgegeben hatte, widersprach die Textzeile „laß uns dir zum Guten dienen, Deutschland, einig Vaterland“ den geänderten politischen Vorgaben: der Behandlung der Bundesrepublik als Ausland, verbunden mit der Darstellung der DDR als dem Vaterland ihrer Bewohner. Einen förmlichen Beschluss zur Unterdrückung des Textes hat die SED-Führung aus Furcht vor möglicherweise ausufernden Diskussionen nicht gefasst und verkündet, sondern sie sorgte stillschweigend dafür, dass er nach und nach nicht mehr zur Aufführung kam. So erklang ab etwa 1970 nur noch die Instrumentalfassung, und der Text verschwand aus der Öffentlichkeit. Am 21. September 1971 verlor auf Anweisung des Politbüros der SED der Deutschlandsender das „Deutschland“ aus seinem Namen, um sich am 15. November 1971 mit den Worten „Stimme der DDR, es ist 4 Uhr“ zurückzumelden. Dann erklang die Hymne erstmals ohne Text. Ab 1. Januar 1987 entfiel auch die Übertragung der textlosen Hymne.

### Wendezeit
Während der Wende unterstrichen nach Öffnung der Berliner Mauer am 9. November immer zahlreicher werdende Teilnehmer der Montagsdemonstrationen 1989/1990 in der DDR ihren Wiedervereinigungswunsch, indem sie die Hymnen-Textzeile „Deutschland einig Vaterland“ skandierten.
Im Januar 1990 verordnete die Regierung Modrow dem Fernsehen und den Rundfunksendern der DDR, zum Sendeschluss wieder die Nationalhymne als Lied mit dem Text von Johannes R. Becher zu senden.
Angesichts der bevorstehenden Wiedervereinigung wurde 1990 vorgeschlagen, Bertolt Brechts Gedicht Anmut sparet nicht noch Mühe (Kinderhymne), für das es eine Vertonung von Eisler gibt, zur deutschen Nationalhymne zu machen. Auch dieser Text folgt dem Versmaß des Deutschlandlieds. Bei den Verhandlungen zum Einigungsvertrag schlug Lothar de Maizière, Ministerpräsident der DDR, vor, die dritte Strophe des Deutschlandliedes mit dem Becher-Text Auferstanden aus Ruinen zu kombinieren. Keiner der Vorschläge wurde umgesetzt.

## Verwechslungen
- Als Bundespräsident Roman Herzog bei seinem Staatsbesuch in Brasilien am 23. November 1995 nach Porto Alegre kam, spielte die Kapelle der Polizeiakademie als Hymne irrtümlich Auferstanden aus Ruinen.[14]
- Sie ertönte versehentlich auch bei der Siegerehrung für Markus Wasmeier im Riesenslalom bei den Skiweltmeisterschaften 1985 in Bormio.[14]
- Auch bei der Siegerehrung von Tobias Wendl und Tobias Arlt im Doppelsitzer bei den Rennrodel-Weltmeisterschaften 2015 im lettischen Sigulda ertönte die alte DDR-Nationalhymne.[15]

## Rezeption
Die Electropunk-Band Mia veröffentlichte 2002 eine Punkversion von Auferstanden aus Ruinen.
Die der Neuen Deutschen Härte zugeordnete Band Rammstein verwendet in ihrem bislang (Bezug: 2024) nur auf Live-Konzerten gespielten Song Ramm4 den Anfangsvers von Auferstanden aus Ruinen als Refrain.